# Lubenia (gemeente)
De gemeente Lubenia is een landgemeente in het Poolse woiwodschap Subkarpaten, in powiat Rzeszowski.
De zetel van de gemeente is in Lubenia.
Op 30 juni 2004 telde de gemeente 6433 inwoners.

## Oppervlakte gegevens
In 2002 bedroeg de totale oppervlakte van gemeente Lubenia 54,77 km², waarvan:
- agrarisch gebied: 67%
- bossen: 24%

De gemeente beslaat 4,49% van de totale oppervlakte van de powiat.

## Demografie
Stand op 30 juni 2004:
| Omschrijving                   | Totaal | Totaal | Vrouwen | Vrouwen | Mannen | Mannen |
| ------------------------------ | ------ | ------ | ------- | ------- | ------ | ------ |
| eenheid                        | aantal | %      | aantal  | %       | aantal | %      |
| inwoners                       | 6433   | 100    | 3281    | 51      | 3152   | 49     |
| bevolkingsdichtheid (inw./km²) | 117,5  | 117,5  | 59,9    | 59,9    | 57,5   | 57,5   |

In 2002 bedroeg het gemiddelde inkomen per inwoner 1198,49 zł.

## Administratieve plaatsen (sołectwo)
Lubenia, Siedliska, Sołonka, Straszydle.

## Aangrenzende gemeenten
Błażowa, Boguchwała, Czudec, Niebylec, Tyczyn